# رستاخیز (فیلم ۱۳۹۱)
رستاخیز که با نام روز رستاخیز هم شناخته می‌شود، فیلمی تاریخی مذهبی به کارگردانی و نویسندگی احمدرضا درویش محصول سال ۱۳۹۱ است. این فیلم در جهان غرب با عنوان حسین آنکه گفت نه (به انگلیسی: Hussein Who Said No) و در جهان عرب با عنوان قربان (به عربی: القربان) شناخته می‌شود. رستاخیز در سی و دومین دوره جشنواره فیلم فجر در ۱۱ بخش نامزد دریافت سیمرغ بلورین بود و در نهایت در ۸ بخش از جمله بهترین فیلم و بهترین کارگردانی برنده سیمرغ بلورین شد.
این فیلم در ۲ دی ۱۳۹۲ در سینما فرهنگ با حضور برخی اعضای دولت اکران خصوصی شد و در ۱۶ بهمن ۱۳۹۲ در کاخ جشنوارهٔ فجر هم‌زمان با برگزاری سی و دومین دوره جشنواره فیلم فجر به نمایش درآمد.
رستاخیز در روز ۲۴ تیر ۱۳۹۴ با مجوز قانونی وزارت فرهنگ و ارشاد اسلامی به اکران عمومی درآمد اما ساعاتی پس از آن در پی انتقاد برخی علمای دینی و اعتراض برخی از افراد مذهبی با محتوای آن از جمله به تصویر کشیدن ابوالفضل عباس از پرده سینماها به پایین کشیده شد. از سوی وزیر ارشاد وقت به درویش پیشنهاد داده شده که صورت شخصیت مورد اختلاف برای نمایش را با تاباندن نور بپوشانید اما کارگردان فیلم این کار را از نظر فنی برای رستاخیز غیرممکن و همچنین این راه حل را موجب «وهم قضیه» دانسته‌است. پس از ۹ سال توقیف این فیلم از توقیف درآمد و مجوز اکران آنلاین گرفت و در ۱۶ اسفند ۱۴۰۰ اکران آنلاین شد.
دو نسخه از این فیلم وجود دارد. نسخه اولیه دو ساعت و چهل دقیقه زمان دارد اما نسخه دوم دو ساعت و ده دقیقه. نسخه اول در جشنواره‌ها و نسخه دوم در اکران عمومی و آنلاین اکران شد. در نسخه دوم سکانس‌های شقایق فراهانی، پرویز پورحسینی و سعید علیپور بازیگر نقش علی‌اکبر حذف شده‌است و همچنین برخی سکانس‌ها اصلاح و کوتاه شده‌است. اما سکانس‌های ابوالفضل عباس علی‌رغم اعتراض‌ها حذف نشده‌است. برخی از این حذفیات به دلیل سانسور و برخی در جهت کوتاه شدن و تندتر شدن روند فیلم حذف شده‌اند.

## داستان
بعد از مرگ معاویه پسر ابوسفیان، یزید بن معاویه خود را خلیفه مسلمین می‌خواند و به فرماندار مدینه نامه می‌نویسد که از امام حسین بیعت بستاند. بکیر بن حر که به عنوان پیک مخصوص دربار یزید بن معاویه برگزیده شده‌است مأمور رساندن نامه یزید بن معاویه به مدینه می‌گردد. او که جوانی چابک و پرانرژی است و در تکاپوی حقیقت است در مدینه متوجه می‌شود که حامل نامه‌ای است که در آن به کشتن امام حسین فرمان داده شده‌است. بکیر در مکه با اندیشه‌ها و خط فکری امام حسین (امام شیعیان) آشنا می‌شود.

مردم کوفه با فرستادن نامه‌های بسیار زیاد، امام حسین را به کوفه دعوت کرده‌اند تا در قیام بر ضد یزید پسر معاویه، آن‌ها را یاری کنند. حر ابن یزید ریاحی، به همراه بکیر و دو هزار سوار از سوی عبیداله بن زیاد مأمور می‌شوند به سمت کاروان امام حسین که به سمت کوفه در حرکت هستند بروند. کاروان امام حسین در شماری اندک، در کربلا به محاصره هزاران نفر از لشکریان یزید درمی‌آیند.در این میان حُر و پسرش که سخنان حسین ابن علی را شنیده و به اشتباه راه خود پی برده‌اند، تصمیم می‌گیرند که به اردوی حسین ابن علی پناه ببرند و همراه او شهید می‌شوند.

## بازیگران
این فیلم از ۲۴ بازیگر که نقش‌های پیش‌برنده را به عهده دارند بهره برده و حدود ۴۰ بازیگر دیگر و هفت بازیگر زن و مرد مهمان نیز در آن بازی کرده‌اند. به غیر از بازیگران ایرانی، بازیگرانی از عراق، کویت، لبنان، آمریکا و سوریه بازی کرده‌اند.

### بازیگران و شخصیت ها[۱۵]
| بازیگر               | نقش                 | توضیح                                                |
| -------------------- | ------------------- | ---------------------------------------------------- |
| آرش آصفی             | بکیر بن حر ریاحی    | شخصیت اصلی ، پسر حر و پیک دربار دمشق                 |
| حسن پورشیرازی        | عمر بن سعد          | فرمانده سپاه یزید در کربلا و پدر حفص                 |
| فرهاد قائمیان        | حر بن یزید ریاحی    | از فرماندهان نظامی خلافت اموی و پدر بکیر             |
| پوریا پورسرخ         | حفص بن عمر          | پسر عمر ، دوست بکیر                                  |
| بابک حمیدیان         | عبیدالله بن زیاد    | ابتدا حاکم بصره و سپس حاکم دوم کوفه                  |
| بابک حمیدیان         | یزید بن معاویه      | دومین خلیفه اموی                                     |
| بهادر زمانی          | عباس بن علی         | برادر و سردار سپاه حسین بن علی ، پسر علی و ام البنین |
| شقایق فراهانی        | زن سبز پوش          | راهنمای بکیر                                         |
| بهنام تشکر           | حَصین بن تمیم        | رئیس نگهبانان کوفه، از سپاهیان یزید در کربلا         |
| رضوان عقیلی          | سَرْجون بن منصور رومی | مشاور مسیحی یزید                                     |
| انوش معظمی           | شمر بن ذی الجوشن    | از سپاهیان یزید                                      |
| مهتاب کرامتی         | کنیز                | کنیز مسیحی                                           |
| انوشیروان ارجمند     | شریح                | قاضی                                                 |
| پرویز پورحسینی       | جاروت               | شبح بیابان                                           |
| قادر پزشکی           | ابوعبیده حضرمی      |                                                      |
| کوروش زارعی          | محمد بن اشعث        | از سپاهیان یزید                                      |
| امیر مولوی           | زهیر بن قین         | از یاران حسین                                        |
| حمید جدیدی           | حبیب بن مظاهر       | از یاران حسین                                        |
| علی جاویدفر          | مسلم بن عوسجه       | از یاران حسین                                        |
| سعید علیپور          | علی اکبر بن حسین    | پسر حسین                                             |
| یاور احمدی فر        | سلیمان بن رزین      | فرستاده حسین به بصره                                 |
| محمود محکمی          | مالک بن نسیر        | از سپاهیان یزید                                      |
| حامد بیسادی          | عابس ابن ابی شکیب   | از یاران حسین                                        |
| خلیل الله خواجه نظام | عمرو بن حجاج        | از سپاهیان یزید                                      |
| میرطاهر مظلومی       | ولید بن عقبه        | حاکم مدینه                                           |
| محمدرضا حقگو         | مروان بن حکم        | از مخالفان حسین                                      |
| رضا اکبری ارطه       | جعفر بن عقیل        | پسرعمو و یار حسین ، برادر مسلم                       |
| علی عباسی            | مسلم بن عقیل        | پسرعمو و فرستاده حسین به کوفه                        |
| سیدجواد یحیوی        | قیس بن مسهر         | فرستاده حسین به کوفه                                 |
| سرورش گودرزی         | قره بن قیس حنضلی    | از سپاهیان یزید                                      |
| بابک والی            | شعیب                |                                                      |
| داوود حسین           | فاروق               | از کارگرازان حسین در مکه                             |
| خلیل الله خواجه نظام | عمرو بن حجاج        | از سپاهیان یزید                                      |
| فواد ابراهیم         |                     | کشیش                                                 |
| فواز سرور            |                     | شورشگر در مکه                                        |
| جواد الشکری          | هانی به عروه        | از بزرگان کوفه                                       |
| حسین مددی            | اماره بن عبدالله    | از دعوت کنندگان حسین به کوفه                         |
| جمال سلیمان          | معاویه بن ابوسفیان  | اولین خلیفه اموی، پدر یزید                           |
| تورج فرامرزیان       |                     | آهنگر                                                |
| لیلا بلوکات          | دختر حر             | دختر حر و خواهر بکیر                                 |
| زهره حمیدی           | همسر حر             | همسر حر و مادر بکیر                                  |

- ابراهیم سلطانعلی
- حسام امام جمعه زاده
- مهدی انجم روز
- علی بهمنش
- فرهاد پورابوالقاسم
- حمیدرضا خلیلی
- محمد رحیمی
- علی کوچک زاده
- وحید کاظمی
- پژمان جعفری ظفرقندی
- محمد زارع
- مصطفی شعبانی
- سعید شهبازی
- حسن طاووسی
- رضا قره گوزلو
- علی نجف پور
- سعید طاهری
- محمدتقی اندبیل مقدم
- حسین پوریده
- کامران حسین‌زاده
- اکبر داوودی
- علی کشاورزیان
- علیرضا ناصری
- قدرت حجت آبادی
- رضا ذاکری
- داریوش جهانگیری
- فرشاد کرمی
- مراد ناصری
- غلامرضا اردیانی
- بهروز حاتمی

## ساخت
تهیه‌کننده فیلم تقی علیقلی‌زاده و سرمایه گذاران آن مؤسسه فرهنگ تماشا، شرکت دلتا مدیا و شرکت آکو افالز از کشورهای ایران، کویت و انگلستان هستند که با هدف ترویج فرهنگ عاشورا در فیلم رستاخیز سرمایه‌گذاری کردند.
مطالعات فیلم پس از تولید دوئل، فیلم قبلی درویش از سال ۱۳۸۳ آغاز شد. پس از یک سال پیش‌تولید از شانزدهم بهمن ۱۳۸۸ هم‌زمان با اربعین حسینی فیلمبرداری فیلم در شهرستان بم آغاز شد و پس از پشت سر گذاشتن بیش از ۲۵۰ جلسه فیلمبرداری در شهرهایی چون بم و شهداد کرمان، شاهرود، اصفهان، رباط کریم، کاشان، آران و بیدگل، فومن و تهران در تاریخ ۱۲ دی‌ماه ۱۳۸۹ فیلمبرداری به پایان رسید و در سال ۱۳۹۱ آماده نمایش شد.

تدوین این فیلم توسط طارق انور تدوینگر نامزد اسکار بهترین تدوین ۲۰۱۰ برای فیلم سخنرانی پادشاه صورت گرفت. تمام مراحل فنی و تکنیکی این فیلم در استودیو مولینار در لندن انجام شده‌است.
موسیقی فیلم توسط استفن واربک آهنگساز برجسته و برنده جایزه اسکار بهترین موسیقی فیلم شکسپیر عاشق نوشته شده و اجرای آن را ارکستر فیلارمونیک بلژیک برعهده داشته و در استودیو گلکسی بروکسل ضبط شده‌است.
این فیلم از تکنیک‌های جلوه‌های ویژه تصویری سی جی ای بهره می‌برد و با پرده عریض اسکوپ و بهره‌مندی از صدای دالبی دیجیتال ساخته شده‌است.

## بازتاب‌ها
- احمدرضا درویش، کارگردان فیلم با اشاره به اینکه ساخت روز رستاخیز شانس بزرگ زندگی او بوده‌است، گفت برای ساخت روز رستاخیز ۱۴ سال پیش زیر باران‌های دمشق عهد بسته بودم.[۱۸] وی در واکنش به انتقادات دینی و فقهی نسبت به فیلمش، اظهار کرده که این فیلم بر مبنای نظر فقهی مراجع تقلیدی ساخته شده که برای موضوع تشبه (به افراد مقدس دینی در آثار هنری تصویری) به شرط رعایت شأن حرمتی قائل نیستند، وی تصریح کرد که مبنای حرکتی فیلم فتوای سید علی خامنه‌ای رهبر ایران بوده که توسط تهیه‌کننده فیلم گرفته شده،[۱۹] همچنین به مشابهت این فتوا در نظر مراجعی همچون محمد تقی بهجت، سید ابوالقاسم خویی، سید علی سیستانی، سید روح‌الله خمینی اشاره نمود،[۲۰] متن این فتاوی در وبگاه رسمی فیلم رستاخیز در بخش دیدگاه‌ها وجود دارد.[۲۱]
- حسین وحید خراسانی که پیشتر اعتراض وی به نمایش صورت ابوالفضل عباس در سریال مختارنامه موجب حذف آن سکانس شد، روی همین مسئله به فیلم رستاخیز انتقاد کرد و به گزارش رجانیوز اعلام کرد دیدن این فیلم برای مقلدانش جایز نیست.[۲۲]
- ناصر مکارم شیرازی در مورد نمایش چهره عباس در این فیلم گفت: «نشان دادن چهره آشکار به مصلحت نیست و بهترین راه حل این است که مانند معصومین چهره ایشان را به صورت مبهم و در هاله‌ای از نور نشان دهند تا مشکلی پیش نیاید».[۲۲]
- محمدرضا زائری با اکران خصوصی فیلم در مجموعه سرچشمه برای بعضی از واعظین و مداحان، تلاش کرد از هجمه‌های منتقدان به آن بکاهد.
- کمال تبریزی در خصوص فیلم روز رستاخیز، گفت: این فیلم سینمایی از تکنیک خوبی برخوردار بود و فرم خوبی داشت. اما فکر می‌کنم یک مقدار فیلم در موقعیت فرم باقی‌مانده بود و دلیلش هم این است که مضمونی پیچیده و عمیق داشت. حالا حالاها تجربه زیادی باید اتفاق بیفتد در عرصه سینما تا این مضمون به‌طور کمال و تمام بیان شود یعنی حق مطلب ادا شود. فکر می‌کنم این راهی است که با فیلم سینمایی روز واقعه شروع شده، البته کارهای پراکنده‌ای در این زمینه انجام شده‌است و حالا سینماگران باید در این زمینه قدم‌های بیشتری بردارند و کار بیشتری بکنند تا به این مفهوم که خیلی عمیق است و در ذات فرهنگ ایرانی وجود دارد، دست پیدا کنند و کارهای بهتری ساخته شود.[۲۳]
- منصور ارضی، عبدالرضا هلالی و مجید بنی‌فاطمه از مداحان به مضمون این فیلم سینمایی انتقاد کرده‌اند.[۱۷]
- محمدعلی علوی گرگانی از مراجع تقلید شیعه و مرتضی مقتدایی مدیر شورای عالی حوزه علمیه قم به این فیلم اعتراض کرده و آن را توهین به مقدسات دانسته‌اند.[۱۷]
- علی جنتی وزیر سابق فرهنگ و ارشاد اسلامی به دفاع از فیلم پرداخت و تأکید کرد که رستاخیز از نظر تاریخی مشکلی نداشته و منطبق با تاریخ صحیح عاشورا تدوین شده‌است.[۱۷]
- محمدرضا سنگری، نویسنده و پژوهشگر عاشورا، ضمن مطرح کردن نقدهایی به این فیلم، اذعان کرد که «در مجموع باید گفت این فیلم، فیلمی است که باید از آن دفاع کرد و آن را تحسین کرد و با این اصلاحاتی که در آن اتفاق افتاده به گمان من می‌تواند یکی از فیلم‌های موفق در حوزه فیلم دینی باشد.»[۲۴]
- در تیرماه ۱۳۹۴ و در روز نخست اکران فیلم، سازمان سینمایی اعلام کرد به منظور رعایت جایگاه و شان مراجع عظام تقلید و عالمان شاخص دینی اکران این فیلم تا وصول رضایت برخی از مراجع به تعویق خواهد افتاد.[۲۵]
- در ۲۴ تیرماه ۱۳۹۴، در مقابل ساختمان وزارت فرهنگ و ارشاد و همچنین چند سینما در سطح شهر تهران، اعتراض و تجمع مردمی صورت گرفت. در اجتماعی که در مقابل سینما شکوفه در خیابان شکوفه (چهارراه شهدا) صورت گرفت، زنی چادری و با روبندی که بر صورت بسته بود، اقدام به قمه زنی نمود.[۲۶]
- پس از حاشیه‌های به وجود آمده برای این فیلم، اواخر تیر ۱۳۹۴ معاون حقوقی، پارلمانی و امور استان‌های وزیر فرهنگ و ارشاد اسلامی اعلام کرد فیلم رستاخیر پس از اعمال نظر مراجع عظام تقلید و انجام اصلاحات مورد نظر آنان بر روی پرده سینماها می‌رود. محمدحسین نوش آبادی افزود: این وزارتخانه با توجه به نگرانی‌های مطرح شده در زمینه فیلم رستاخیز اکران آن را متوقف کرده‌است. برخی از نقدهای ارائه شده به موضوع جواز یا عدم جواز نمایش چهره مقدسان در سینما، فیلم رستاخیز را با نمونه‌های دیگر مقایسه کرده‌است.[۲۷]
- در تاریخ ۳۰ تیر ۱۳۹۴ عوامل فیلم رستاخیز با هدف رفع مشکل اکران نامه‌ای را به حسن روحانی رئیس‌جمهوری ایران نوشتند. در بخشی از این نامه آمده‌است: اقدام تاسف بار وزارت فرهنگ و ارشاد اسلامی در توقف اکران عمومی فیلم سینمایی رستاخیز، موجب حیرت و پرسش‌های فراوان در خصوص این اقدام مغایر با تدبیر و روندهای قانونی، حقوقی و شرعی گردیده و دامنه آن در افکار عمومی داخلی و خارجی در حال گسترده شدن است.[۲۸]

## جوایز

### داخلی
| سی و دومین دوره جشنواره فیلم فجر ۱۳۹۳ | بهترین فیلم                  | تقی علیقلی زاده                                  | برنده      |
| سی و دومین دوره جشنواره فیلم فجر ۱۳۹۳ | بهترین کارگردانی             | احمدرضا درویش                                    | برنده      |
| سی و دومین دوره جشنواره فیلم فجر ۱۳۹۳ | بهترین بازیگر نقش اول مرد    | آرش آصفی                                         | نامزد      |
| سی و دومین دوره جشنواره فیلم فجر ۱۳۹۳ | بهترین بازیگر نقش مکمل مرد   | بابک حمیدیان                                     | برنده      |
| سی و دومین دوره جشنواره فیلم فجر ۱۳۹۳ | بهترین فیلم‌برداری            | حسین جعفریان                                     | برنده      |
| سی و دومین دوره جشنواره فیلم فجر ۱۳۹۳ | بهترین موسیقی متن            | استیون واربک                                     | برنده      |
| سی و دومین دوره جشنواره فیلم فجر ۱۳۹۳ | بهترین جلوه‌های ویژه بصری     | سایمون فریم                                      | نامزد      |
| سی و دومین دوره جشنواره فیلم فجر ۱۳۹۳ | بهترین جلوه‌های ویژه میدانی   | حمیدرضا سلیمانی                                  | برنده      |
| سی و دومین دوره جشنواره فیلم فجر ۱۳۹۳ | بهترین چهره‌پردازی            | محسن موسوی                                       | برنده      |
| سی و دومین دوره جشنواره فیلم فجر ۱۳۹۳ | بهترین طراحی صحنه و لباس     | مجید میرفخرایی                                   | برنده      |
| سی و دومین دوره جشنواره فیلم فجر ۱۳۹۳ | بهترین صدای فیلم             | یدالله نجفی، جرمی پرایز، دن جانسون، ریچارد کانوی | نامزد      |
| سی و دومین دوره جشنواره فیلم فجر ۱۳۹۳ | مدیر تولید                   | سید علی قائم‌مقامی                                | تقدیر ویژه |
| سی و دومین دوره جشنواره فیلم فجر ۱۳۹۳ | بهترین فیلم‌نامه بخش بین‌الملل | احمدرضا درویش                                    | بیرق طلایی |

- دیپلم افتخار بهترین مدیریت تولید سید علی قائم‌مقامی - جشن انجمن منتقدان و نویسندگان سینمایی ایران ۱۳۹۳

### بین‌المللی
- بهترین فیلم - جشنواره بین‌المللی فیلم بغداد ۲۰۱۵
- بهترین فیلم از نگاه تماشاگران - جشنواره بین‌المللی فیلم بغداد ۲۰۱۵
- جایزه ویژه بهترین کارگردانی - جشنواره بین‌المللی غدیر ۲۰۱۶
- لوح تقدیر و نشان ویژه - جشنواره بین‌المللی فیلم نهج ۲۰۱۷